# Mariotto di Nardo
Mariotto di Nardo (1365 circa – 1424) è stato un pittore italiano.

## Biografia
I primi documenti che riguardano Mariotto di Nardo di Cione, probabilmente figlio del pittore trecentesco Nardo di Cione e dunque nipote di Andrea Orcagna, risalgono al 1389 (iscrizione all'arte dei medici e degli speziali), ma i primi dipinti a lui riferibili su base stilistica possono porsi all'inizio del nono decennio del secolo, per cui si può ragionevolmente ritenere che egli sia nato tra il 1360 e il 1365. Nel 1400 vi è notizia di un suo viaggio a Pesaro e nel 1411 è documentata la sua presenza a Perugia. Morì a Firenze intorno al 1424.

## Vita e opere
Mariotto si forma negli ambienti tardo-gotici fiorentini, non solo pittorici (Jacopo di Cione, Niccolò di Pietro Gerini) ma anche scultorei, come dimostra il rilievo plastico che egli riesce a conferire alle sue opere, tra cui si citano: una plastica e luminosa Incoronazione della Vergine nel Fitzwilliam Museum di Cambridge, di pregevolissima fattura, dove M. imposta quella composizione per masse dilatate e come appesantite verso il basso che ne caratterizzerà l'intera produzione; un solenne Cristo in Maestà del Narodowe Muzeum di Cracovia; la Pala con Madonna in trono e Santi di S. Margherita a Tosina a Borselli, del 1388; la maestosa Madonna in trono, Santi e angeli in S. Donnino a Villamagna nei pressi di Bagno a Ripoli, del 1394-1395; una Madonna in trono e Santi della Galleria dell'Accademia di Firenze, forse l'opera dove Mariotto più si avvicina alle cadenze del Gotico Internazionale. La fama dell'artista è ormai tale che egli riceve delle commissioni perfino dalla lontana Corsica, mentre nel 1400 si reca a Pesaro presso Pandolfo Malatesta su segnalazione del governo fiorentino: qui esegue una Madonna in trono con angeli e Santi, una delle sue opere meglio riuscite. Del 1408 è Il grande polittico raffigurante l'lncoronazione della Vergine tra i SS. Lorenzo, Stefano, Giovanni Battista e Giovanni Evangelista, un tempo nella Pieve di Santo Stefano in Pane di Firenze ed ora disperso in varie collezioni. L'ultimo suo capolavoro, del 1424, è il Polittico con Madonna in trono, Bambino, sei angeli e Santi, già nella collezione Serristori a Firenze e ora di proprietà della Fondazione Cassa di Risparmio di Prato (esposto nel Museo di Palazzo Pretorio, Prato).

## Opere
- Affreschi nella farmacia di Santa Maria Novella
- Pala d'altare (1394-1395) conservata nella chiesa di San Donnino a Villamagna.
- Il Giardino d'Amore, conservata in Liechtenstein,
- La Vergine in gloria con gli Apostoli
- La Vergine con il Bambino e quattro santi e angeli e tre angeli musicanti
- Pentecoste
- Madonna in trono col Bambino e due donatori (1404) e L'Ascensione di Cristo (1405-1410), Museo del tesoro della Basilica di San Francesco in Assisi (F. M. Perkins collection)[1]
- San Giovanni Battista e San Giovanni evangelista (1408), conservata presso il Getty Museum
- San Lorenzo e Santo Stefano (1408), Museo Getty
- San Francesco riceve le stimmate, Metropolitan Museum of Art, New York
- Dottori della Chiesa (1404), Museo dell'Opera del Duomo, Firenze.
- La leggenda di Santo Stefano (1408), predella conservata presso il Museo Nazionale di Arte occidentale (NMWA), Tokyo.
- Annunciazione (1400-1410), conservata presso il Museo Hermitage, San Pietroburgo, Russia.
- San Bartolomeo e S. Antonio Abate (1408), Minneapolis Institute of Arts, Minneapolis.
- Madonna con Bambino in gloria, (1410-1420) Galleria Nazionale dell'Umbria, Perugia.
- Trittico dei Libri, Pinacoteca Nazionale di Sassari, Sassari.
- Madonna in trono, Bambino, sei angeli e Santi (Polittico Serristori, 1424), Museo di Palazzo Pretorio, Prato.
- Scene della vita di Gesù Cristo :
  - Noli me tangere
  - Ascensione
  - Risurrezione
  - Crocifissione
  - Natività
  - Pietà
  - Flagellazione
  - Deposizione 
  - Ultima cena,
- La Passione, una serie di piccoli pannelli conservati tra vari musei quali Museo di Nantes, Princeton, New Brunswick, Fondazione Longhi (Firenze) e varie collezioni.